# Claude Bloodgood
Claude Frizzel Bloodgood (14 de julio de 1937 como Klaus Frizzel Bluttgutt III - 4 de agosto de 2001) fue un controvertido jugador estadounidense de ajedrez. Su origen no es del todo claro. Hijo de emigrantes alemanes, no es seguro si nació en México o directamente en Alemania.

## Los inicios
Lo que se sabe de él comienza con su participación en la Federación de Virginia de ajedrez, a finales de los 50. En aquella época pudo conocer de primera mano el funcionamiento del sistema de rating del ajedrez, el Elo, que acababa de ser instaurado. Hoy en día, más de cincuenta años después, el sistema sigue usándose de forma más o menos idéntica a como Claude Bloodgood lo encontró. El primer rating que se adjudicó a este jugador fue el de 1656, propio de un aficionado.
Mientras se entretenía con el ajedrez, Bloodgood comenzó a tener problemas con la justicia. Uno detrás de otro, lo que le llevó a la cárcel allá por 1960. Recién salido de ella, en 1969, asesinó a su madre. Fue condenado a pena de muerte.
Sus primeras batallas dentro de la cárcel fueron legales. Tratando de salvar el cuello, buscó todo tipo de artificios para librarse de la muerte. Al final, un buen trabajo de sus abogados le permitió conmutar la pena a cambio de una más leve: cadena perpetua.

## Fallos en el sistema de puntuación Elo
Una de las mayores dificultades del sistema de ranking del ajedrez, el Elo, es ver cómo se incluye a un jugador en la lista por primera vez. No es tarea sencilla, por cuanto un jugador puede ser muy bueno y no haber participado nunca en una competición válida para Elo. Así, asignarle unos puntos iniciales y esperar a que los vaya subiendo resulta un poco injusto. El sistema de Elo, a diferencia del de otros deportes como el tenis, no premia los buenos resultados. Su objetivo es más bien descriptivo: trata de determinar la fuerza de un jugador.
La forma de entrar en la lista de Elo es muy importante. Algunos jugadores lo han hecho por la puerta grande, como Kasparov, que en su primer torneo válido para ranking consiguió un resultado extraordinario e, inmediatamente, pasó a formar parte de los 20 mejores jugadores del mundo, de acuerdo al Elo. Algunos otros lo han tenido más complicado y han ido escalando posiciones de forma más o menos gradual.
A diferencia de lo que podría pensarse, no es necesario jugar con jugadores muy fuertes para sumar muchos puntos. Es mejor un resultado extraordinario contra gente más o menos floja, que uno bueno contra gente bastante buena. Al fin y al cabo el sistema se basa en las tablas de probabilidad de la distribución normal. Así, entiende que el que alguien haga un resultado extraordinario - como ganar ocho partidas de nueve jugadas - es mucho más improbable que ganar seis partidas de nueve, aun cuando en el primer caso los jugadores fueran más débiles.
Por ejemplo, si Kasparov gana una partida a Karpov, consigue unos 5 puntos de Elo. Y ganarle a Karpov es realmente difícil. Sin embargo, ganándole a veinte campeones de pueblo, Kasparov podría ganar algunos puntos de Elo más. Y el riesgo podría ser mucho menor.
Todas estas argucias las conoce mucha gente. Y los que pasan sus días en la cárcel, tienen mucho tiempo para pensar. Bloodgood, con su ingenioso sistema, consiguió auparse en 1996 como segundo mejor ajedrecista estadounidense.

## Manipulando el sistema de puntuación Elo
También pueden conseguirse puntos Elo en la cárcel. Dentro de las cárceles se organizan torneos que acaban permitiendo a los reclusos entrar en la lista de Elo. Desde luego, sus puntuaciones son bastante ridículas. Si Kasparov entró en la lista con más de 2.500 puntos, los presidiarios puede que consigan un Elo estadounidense de 1.600 o 1.700 puntos.
Bloodgood, con la paciencia que sólo un preso de cadena perpetua puede permitirse, organizó un sistema piramidal de Elo. A instancias suyas, más y más presos ingresaban en la lista de Elo, con marcas ridículas, pero ahí estaban en los últimos puestos de la lista. Cuando tuvo una masa crítica de jugadores, comenzó la manipulación. 
Cuando dos jugadores rateados se enfrentan entre sí, en cierto modo es como si se jugaran una serie de puntos de Elo entre sí. El ganador, se queda con los puntos que el otro pierde. Bloodgood potenció un sistema de grandes ganadores y perdedores. Determinados jugadores perdían siempre, mientras que otros ganaban siempre. Así, como en la forma de una pirámide, los jugadores derrotados se hundían en la clasificación y los vencedores iban ascendiendo. El número de vencedores era cada vez menor, pero permitía subir a otro grupo. 
Imaginemos un grupo de 100 jugadores con 1.600 puntos. Si 50 de ellos se dedican a perder siempre y los otros 50 a ganar siempre, puede ocurrir que los 50 vencedores pasen a tener 1800 puntos. De estos 50 vencedores, se pueden escoger a otros 25 para ganar, que vencerán a los 25 restantes, que perderán parte de sus 1800 puntos en beneficio de los otros jugadores, que llegarán hasta los 2.000 puntos.
En fin, un sistema piramidal en toda regla. Poco a poco, tergiversando todos los resultados posibles de varias decenas de reclusos, y en un trabajo de años, amparado por la inactividad de la Federación Estadounidense de Ajedrez, Bloodgood consiguió auparse a un puesto de lujo. En la lista de la Federación de 1996, con 2702 puntos de Elo aparecía un jugador que nadie conocía. Bloodgood se había convertido en el segundo jugador con más Elo de todos los Estados Unidos, solo unos pocos puntos por detrás de Gata Kamsky, uno de los candidatos al título mundial de ajedrez.

## El final del engaño
El asombro entre los jugadores de los Estados Unidos no podía ser menos. Muchos se sonrieron ante el ingenio de este parricida jugador de ajedrez. Sin embargo, los miembros de la Federación tenían un mal trago que afrontar: según la normativa, por su elevado rating, Bloodgood debía ser invitado al Campeonato Nacional de los Estados Unidos. Un torneo muy selecto, para el que hay que pasar varias rondas clasificatorias, en el que tomaban parte los 16 mejores jugadores del país.
Bloodgood no era más que un abuelo tramposo de 59 años que además estaba encarcelado. La federación se las ingenió para no invitarlo sin que se produjera mucho ruido que pudiera despertar a la prensa. En cualquier caso, Bloodgood no podría salir de la cárcel para jugar ese torneo. A partir de entonces, se tomaron medidas para que este tipo de fraudes no volvieran a ocurrir. 
Desde luego que engaños tan evidentes no han ocurrido de nuevo, pero trampas como la aquí indicada ocurren casi a diario, desde torneos de barrio hasta grandes competiciones internacionales.

## Sus juegos
Bloodgood vs. Cetenski, Winston-Salem Ladder, 3er match, 10 de nov. 1971: 
1.e4 c5 2.Nf3 d6 3.d4 cd 4.Nd4 Nf6 5.Nc3 a6 6.Bg5 e6 7.f4 Qb6 8.Qd2 Qb2 9.Rb1 Qa3 10.f5 Nc6 11.fe fe 12.Nc6 bc 13.e5! de 14.Bf6 gf 15.Ne4 f5? (15...Be7) 16.Be2 Be7 (if 16...fe 17.Bh5 Ke7 18.0-0 Qd6 19.Rf7 Kd8 20.Rf8 wins) 17.Bh5 Kf8 18.Qh6 Kg8 19.Rb3 1–0 Negras resignó. (Notas de Bloodgood.)  
Bloodgood (2250 postal) vs. Barnsley (2475 postal, British Postal Champion), juego × correspondencia 1997: 
1.Nf3 d5 2.b3 c5 3.e4 de 4.Ne5 Nd7 5.Bb5 a6 6.Bd7 Bd7 7.Bb2 Bf5 8.0-0 e6 9.f3 ef 10.Qf3 Qc7 11.Na3 f6 12.g4 Bg6 13.Rae1 0-0-0 14.Nec4 h5 15.g5 Bf5 16.gf gf 17.Bc3 Qg7 18.Kh1 Rh6 19.Ba5 Rd4 20.Nb6 Kb8 21.Nac4 Qc7 22.Nd5 Qc6 23.Bc7 Ka7 24.Bb6 ½–½ tablas.